# Utricularia nelumbifolia
Utricularia nelumbifolia ist eine Pflanzenart aus der Gattung der Wasserschläuche (Utricularia) innerhalb der Familie der Wasserschlauchgewächse (Lentibulariaceae). Diese fleischfressende Pflanze ist in Brasilien beheimatet.

## Merkmale
Utricularia nelumbifolia ist eine mehrjährige, epiphytische und gleichzeitig aquatisch lebende Pflanze von kriechendem Wuchs. Sie bildet wenige, fleischige und stielrunde Stolone von 3,0 und mehr Zentimeter Länge und 2,0–3,0 mm Dicke. Sie tragen gabelig geteilte Verzweigungen von mehreren Millimetern Länge und 0,1–0,2 mm Dicke. Die Laubblätter erscheinen einzeln oder zu zweit aus jeder Stielbasis. Ihre Stiele sind mit bis zu 45,0 cm recht lang und mit der Mitte der Lamina verwachsen. Diese ist vielnervig, kreisrund bis schildförmig, ledrig und erreicht 3–10 cm Durchmesser. Die gesamte Pflanze ist an ihren untergetauchten Teilen mit kugeligen Drüsen besetzt.
Die Fallen erscheinen in großer Zahl und sitzen vornehmlich an den untergetauchten Stolonzweigen. Sie sind gestielt, eiförmig und ihre Größe schwankt zwischen 1,5 und 2,5 mm. Die Öffnung sitzt frontal und je links und rechts der Klappe befindet sich ein gekrümmtes Anhängsel.
Die Infloreszenz wächst aufrecht, ist von einfachem Bau und unverzweigt. Sie wird bis zu 1,20 m lang, der Stiel ist im Querschnitt rund, 3,0–5,0 mm dick und glatt. Die Brakteen sind an ihrer Basis verwachsen, schmal-linealisch und etwa 3,0–5,0 mm lang. Es erscheinen vier bis neun Blüten in regelmäßigen Abständen von etwa 1–3 cm. Die Kelchblätter sind leicht oval und beide etwa 1,0–1,5 cm lang. Die Blütenkrone ist 3,0–4,0 cm lang und blauviolett gefärbt. Die obere Blütenlippe ist breit-eiförmig mit abgerundeter Spitze, sie ist länger als die Kelchblätter. Die Unterlippe ist verkehrt-elliptisch und etwa 3,5–4,5 cm breit. Ihre Basis weist zwei auffällige, geschwollene Loben auf, die Spitze der Unterlippe ist tief eingeschnitten und dreilappig. Die beiden äußeren Unterlippenloben sind fast kreisrund, die mittlere Lobe ist ungleich kleiner, deltoid und manchmal nahezu abwesend. Der Blütensporn ist kegelförmig, spitz zulaufend, leicht nach vorn hin gekrümmt oder steht parallel zur Unterlippe und ist etwas länger als diese.
Die nickende Kapselfrucht ist kugelig bis breit-eiförmig, ihre Länge beträgt 0,8–1,0 mm; die Kapselwände sind von feister Struktur. Die Samen sind zylindrisch und etwa 2,0 mm groß.

## Vorkommen
Utricularia nelumbifolia ist in den tropischen Regenwäldern Brasiliens beheimatet. Dort wächst sie in wassergefüllten Blatttrichtern diverser Bromelien (z. B. der Gattung Vriesia), oft vergesellschaftet mit Utricularia humboldtii.

## Systematik
Utricularia nelumbifolia wurde 1843 durch George Gardner erstbeschrieben. Sie wird der Sektion Iperua zugeordnet.

## Nachweise
1. 1 2 3 4 5 6 7  Peter Taylor: The Genus Utricularia. A Taxonomic Monograph (= Kew Bulletin. Additional Series. 14). Royal Botanic Gardens – Kew, London 1989, ISBN 0-947643-72-9, S. 439–441.